# Чемпіонат світу з шосейно-кільцевих мотоперегонів 1949
Чемпіонат світу з шосейно-кільцевих мотоперегонів сезону 1949 року — 1-й сезон змагань із шосейно-кільцевих мотоперегонів серії MotoGP, що проводився під егідою Міжнародної мотоциклетної федерації (FIM). Складався із 6 Гран-Прі, в яких проходили змагання у 5 класах: 500cc, 350cc, 250cc, 125cc та на мотоциклах з колясками 600cc. Почався 17 червня з гонки Isle of Man TT, закінчився 4 вересня гонкою Гран-Прі Націй.
| Номінація | 500cc            | 500cc    | 350cc         | 350cc     | 250cc       | 250cc           | 125cc        | 125cc     | 600cc з колясками     | 600cc з колясками |
| Номінація | Гонщик           | Виробник | Гонщик        | Виробник  | Гонщик      | Виробник        | Гонщик       | Виробник  | Гонщик                | Виробник          |
| --------- | ---------------- | -------- | ------------- | --------- | ----------- | --------------- | ------------ | --------- | --------------------- | ----------------- |
| І місце   | Леслі Грехем     | AJS      | Фредді Фріз   | Velocette | Бруно Руффо | Moto Guzzi      | Нелло Пагані | Mondial   | Е.Олівер/Д.Дженкінс   | Norton            |
| ІІ місце  | Нелло Пагані     | Gilera   | Рег Армстронг | AJS       | Д.Амброзіні | Benelli         | Ренато Магі  | Morini    | Е.Фріджеріо/Л.Добеллі | BMW               |
| ІІІ місце | Аркізо Артезіані | Norton   | Боб Фостер    | Norton    | Роланд Мід  | Rudge-Whitworth | У.Мазетті    | MV Agusta | Ф.Вандершрік/М.Вітні  | Benelli           |

## Етапи Гран-Прі
Чемпіонат складався із 6 етапів, усі відбувались у Європі. Перший етап відбувся на острові Мен — ним стала традиційна щорічна гонка Isle of Man TT. Фактично, першим етапом безпосередньо чемпіонату світу стало Гран-Прі Швейцарії. Пізніше, у 1958 році, гонки у Швейцарії були заборонені (заборона триває і донині). Третій етап сезону, Гран-Прі Нідерландів, став єдиним який проводився щороку по даний час (сезон 2015).
| Раунд | Дата      | Гран-Прі              | Автомотодром                     | Переможці    | Переможці         | Переможці   | Переможці      | Переможці         | Звіт |
| Раунд | Дата      | Гран-Прі              | Автомотодром                     | 125cc        | 250cc             | 350cc       | 500cc          | 600cc з колясками | Звіт |
| ----- | --------- | --------------------- | -------------------------------- | ------------ | ----------------- | ----------- | -------------- | ----------------- | ---- |
| 1     | 17 червня | Isle of Man TT        | Snaefell Mountain Course, Дуглас |              | Манліф Баррінгтон | Фредді Фріз | Гарольд Деніел |                   | Звіт |
| 2     | 3 липня   | Гран-Прі Швейцарії    | Бремгартен, Берн                 | Нелло Пагані | Бруно Руффо       | Фредді Фріз | Леслі Грехем   | Олівер/Дженкінсон | Звіт |
| 3     | 9 липня   | Гран-Прі Нідерландів1 | Ассен, Ассен                     | Нелло Пагані |                   | Фредді Фріз | Нелло Пагані   |                   | Звіт |
| 4     | 17 липня  | Гран-Прі Бельгії      | Спа-Франкоршам, Спа              |              |                   | Фредді Фріз | Білл Доран     | Олівер/Дженкінсон | Звіт |
| 5     | 20 серпня | Гран-Прі Ульстеру     | Кладі, Антрім                    |              | Моріс Кан         | Фредді Фріз | Леслі Грехем   |                   | Звіт |
| 6     | 4 вересня | Гран-Прі Націй        | Монца, Монца                     | Джанні Леоні | Даріо Амброзіні   |             | Нелло Пагані   | Фріджеріо/Добеллі | Звіт |

Примітки:
1. ↑  — гонка відбувалася в суботу.

## Нарахування очок
Очки нараховувались першим 5 гонщикам; одне очко також зараховувалось гонщику за найшвидше коло. У класах 125cc, 250cc та 600cc з коляскою в загальний залік гонщика враховувались результати всіх гонок сезону, тоді як у класах 350cc та 500cc зараховувались лише результати найкращих 3 гонок спортсмена.
| Місце | 1  | 2 | 3 | 4 | 5 | ≥6 | НК |
| Очки  | 10 | 8 | 7 | 6 | 5 | 0  | 1  |

## 500cc

### Залік гонщиків
| М  | Гонщик            | Мотоцикл   | МЕН | ШВЦ | НІД | БЕЛ | УЛЬ | НАЦ | Очки    |
| -- | ----------------- | ---------- | --- | --- | --- | --- | --- | --- | ------- |
| 1  | Леслі Грехем      | AJS        | 10  | 1   | 2   | Нф  | 1   | Нф  | 30 (31) |
| 2  | Нелло Пагані      | Gilera     |     | 4   | 1   | 5   | 3   | 1   | 29 (40) |
| 3  | Аркізо Артезіані  | Gilera     |     | 2   | 3   | 2   | Нф  | 2   | 25 (32) |
| 4  | Білл Доран        | AJS        | 8   |     | Нф  | 1   | 4   | 3   | 23      |
| 5  | Арті Белл         | Norton     | 4   | Нф  | 4   | 4   | 2   |     | 20 (26) |
| 6  | Гарольд Деніел    | Norton     | 1   | 3   | 6   | 7   |     |     | 17      |
| 7  | Джонні Локкет     | Norton     | 2   | Нф  | 5   | Нф  | Нф  |     | 13      |
| 8  | Енріко Лоренцетті | Moto Guzzi |     |     | 10  | 3   |     |     | 7       |
| 9  | Ерні Лайонс       | Velocette  | 3   |     |     |     |     |     | 7       |
| 10 | Джанні Леоні      | Moto Guzzi |     | 6   | Нф  | 6   |     | 4   | 6       |
| 11 | Сід Єнсен         | Triumph    | 5   |     | Нф  | 9   |     |     | 5       |
| 12 | Фредді Фріз       | Velocette  | Нф  | 5   | Нф  | Нф  |     |     | 5       |
| 13 | Бруно Бертачіні   | Moto Guzzi |     | Нф  |     |     | Нф  | 5   | 5       |
| 14 | Джок Вест         | AJS        |     |     |     |     | 5   |     | 5       |
| М  | Гонщик            | Мотоцикл   | МЕН | ШВЦ | НІД | БЕЛ | УЛЬ | НАЦ | Очки    |

| Колір      | Результат                           |
| ---------- | ----------------------------------- |
| Золотий    | Переможець                          |
| Срібний    | 2-е місце                           |
| Бронзовий  | 3-є місце                           |
| Зелений    | Фініш в очковій зоні                |
| Синій      | Фініш без очок                      |
| Синій      | Не класифікувався (Нк)              |
| Пурпуровий | Не фінішував (Нф)                   |
| Червоний   | Не кваліфікувався (Нкв)             |
| Червоний   | Попередньо не кваліфікувався (Пнкв) |
| Чорний     | Дискваліфікований (Дскв)            |
| Білий      | Не стартував (Нс)                   |
| Білий      | Знятий (Зн)                         |
| Білий      | Гонка скасована (X)                 |
| Білий      | Не брав участі                      |
| Білий      | Виключений (EX)                     |

Примітка:
Потовщеним шрифтом виділені результати гонщика, який стартував із поулу. Курсивним шрифтом позначені результати гонщиків, які показали найшвидше коло.

### Залік виробників
У залік виробників враховувався результат одного найкращого гонщика виробника.
| М                  | Конструктор | МЕН | ШВЦ | НІД | БЕЛ | УЛЬ | НАЦ | Очки    |
| ------------------ | ----------- | --- | --- | --- | --- | --- | --- | ------- |
| 1                  | AJS         | 6   | 1   | 2   | 1   | 1   | 3   | 32 (48) |
| 2                  | Gilera      | –   | 2   | 1   | 2   | 3   | 1   | 31 (46) |
| 3                  | Norton      | 1   | 3   | 4   | 4   | 2   | Нф  | 25 (37) |
| 4                  | Moto Guzzi  | Нф  | 6   | 10  | 3   | Нф  | 4   | 13      |
| 5                  | Velocette   | 3   | 5   | Нф  | 10  | –   | –   | 12      |
| 6                  | Triumph     | 5   | Нф  | 11  | 9   | 8   | Нф  | 5       |
| align="left"\| BMW | –           | –   | 15  | –   | –   | –   | 0   |         |

## 350cc

### Залік гонщиків
| М  | Гонщик         | Мотоцикл  | Очки |
| -- | -------------- | --------- | ---- |
| 1  | Фредді Фріз    | Velocette | 33   |
| 2  | Рег Армстронг  | AJS       | 18   |
| 3  | Боб Фостер     | Velocette | 16   |
| 4  | Ерік МакФерсон | AJS       | 16   |
| 5  | Джонні Локкет  | Norton    | 14   |
| 6  | Девід Вітворс  | Velocette | 12   |
| 7  | Леслі Грехем   | AJS       | 8    |
| 8  | Ерні Лайонс    | Velocette | 8    |
| 9  | Чарлі Салт     | Velocette | 8    |
| 10 | Біл Доран      | AJS       | 7    |

### Залік виробників
| М | Конструктор | Очки    |
| - | ----------- | ------- |
| 1 | Velocette   | 33 (55) |
| 2 | AJS         | 30      |
| 3 | Norton      | 21      |

## 250cc

### Залік гонщиків
| М  | Гонщик             | Мотоцикл   | Очки |
| -- | ------------------ | ---------- | ---- |
| 1  | Бруно Руффо        | Moto Guzzi | 24   |
| 2  | Даріо Амброзіні    | Benelli    | 19   |
| 3  | Роланд Мід         | Norton     | 13   |
| 4  | Моріс Кан          | Moto Guzzi | 11   |
| 5  | Клаудіо Мастелларі | Moto Guzzi | 11   |
| 6  | Манліф Баррінгтон  | Moto Guzzi | 10   |
| 7  | Рассел Вуд         | Moto Guzzi | 9    |
| 8  | Фергус Андерсон    | Moto Guzzi | 8    |
|    | Джанні Леоні       | Moto Guzzi | 8    |
| 10 | Умберто Мазетті    | Benelli    | 7    |

### Залік виробників
| М | Конструктор | Очки    |
| - | ----------- | ------- |
| 1 | Moto Guzzi  | 33 (41) |
| 2 | Benelli     | 19      |
| 3 | Rudge       | 13      |
|   | Norton      | 13      |
| 5 | Excelsior   | 10      |

## 125cc

### Залік гонщиків
| М  | Гонщик           | Мотоцикл  | Очки |
| -- | ---------------- | --------- | ---- |
| 1  | Нелло Пагані     | Mondial   | 27   |
| 2  | Ренато Магі      | Morini    | 14   |
| 3  | Умберто Мазетті  | Morini    | 13   |
| 4  | Карло Уббіалі    | Mondial   | 13   |
| 5  | Джанні Леоні     | Mondial   | 11   |
| 6  | Оскар Клеменьї   | Mondial   | 8    |
| 7  | Умберто Брага    | Mondial   | 7    |
| 8  | Селесте Кавачуті | Mondial   | 7    |
| 9  | Франко Бертоні   | MV Agusta | 6    |
| 10 | Джузеппе Матуччі | MV Agusta | 5    |

### Залік виробників
| М | Конструктор | Очки |
| - | ----------- | ---- |
| 1 | Mondial     | 33   |
| 2 | Morini      | 16   |
| 3 | MV Agusta   | 13   |

## 600cc з колясками

### Залік гонщиків
| М | Гонщик                           | Мотоцикл | Очки |
| - | -------------------------------- | -------- | ---- |
| 1 | Ерік Олівер/Деніс Дженкінс       | Norton   | 27   |
| 2 | Ерколе Фріджеріо/Лоренцо Добеллі | Gilera   | 18   |
| 3 | Франц Вандершрік/Мартін Вітні    | Norton   | 16   |
| 4 | Ернесто Мерло/Альдо Вегліо       | Gilera   | 13   |
| 5 | Альбіно Мілані/Езіо Рікотті      | Gilera   | 12   |
| 6 | Ганс Хальдеман/Херберт Льодерах  | Norton   | 8    |
| 7 | Роланд Бенц/Макс Хірцель         | BMW      | 6    |
| 8 | Якоб Келлер/Ернст Брутчі         | Gilera   | 6    |
| 9 | Піп Харріс/Нейл Сміт             | Norton   | 5    |

### Залік виробників
| М | Конструктор | Очки |
| - | ----------- | ---- |
| 1 | Norton      | 31   |
| 2 | Gilera      | 25   |
| 3 | BMW         | 6    |

## Цікаві факти
- У класі 125cc у всіх гонках сезону перемоги були здобуті на мотоциклі Mondial[2].